# Vermilia quinquelineata
Vermilia quinquelineata är en ringmaskart som beskrevs av Philippi 1844. Vermilia quinquelineata ingår i släktet Vermilia och familjen Serpulidae. Inga underarter finns listade i Catalogue of Life.